# Metoda Ostwalda
Metoda Ostwalda – technologia otrzymywania kwasu azotowego metodą katalitycznego utleniania amoniaku do tlenku azotu (NO), opracowana przez niemieckiego fizykochemika, Wilhelma Ostwalda na podstawie wyników badań katalizy heterogenicznej, warunków równowagi chemicznej w reakcjach złożonych i szybkości reakcji chemicznych (Nagroda Nobla w dziedzinie chemii, 1909).
Reakcja zachodzi w mieszaninie amoniaku i powietrza w temperaturze 800–900 °C na powierzchni katalizatora platynowego (stop platyny z rodem) w warunkach umożliwiających zminimalizowanie powstawania trwałego końcowego produktu utleniania – azotu. Kwas azotowy otrzymuje się w wyniku utleniania NO i absorpcji NO
2 i N
2O
3 w rozcieńczonych roztworach HNO
3. Absorpcja jest prowadzona w systemie wież absorpcyjnych, pracujących przeciwprądowo.

## Historia technologii kwasu azotowego

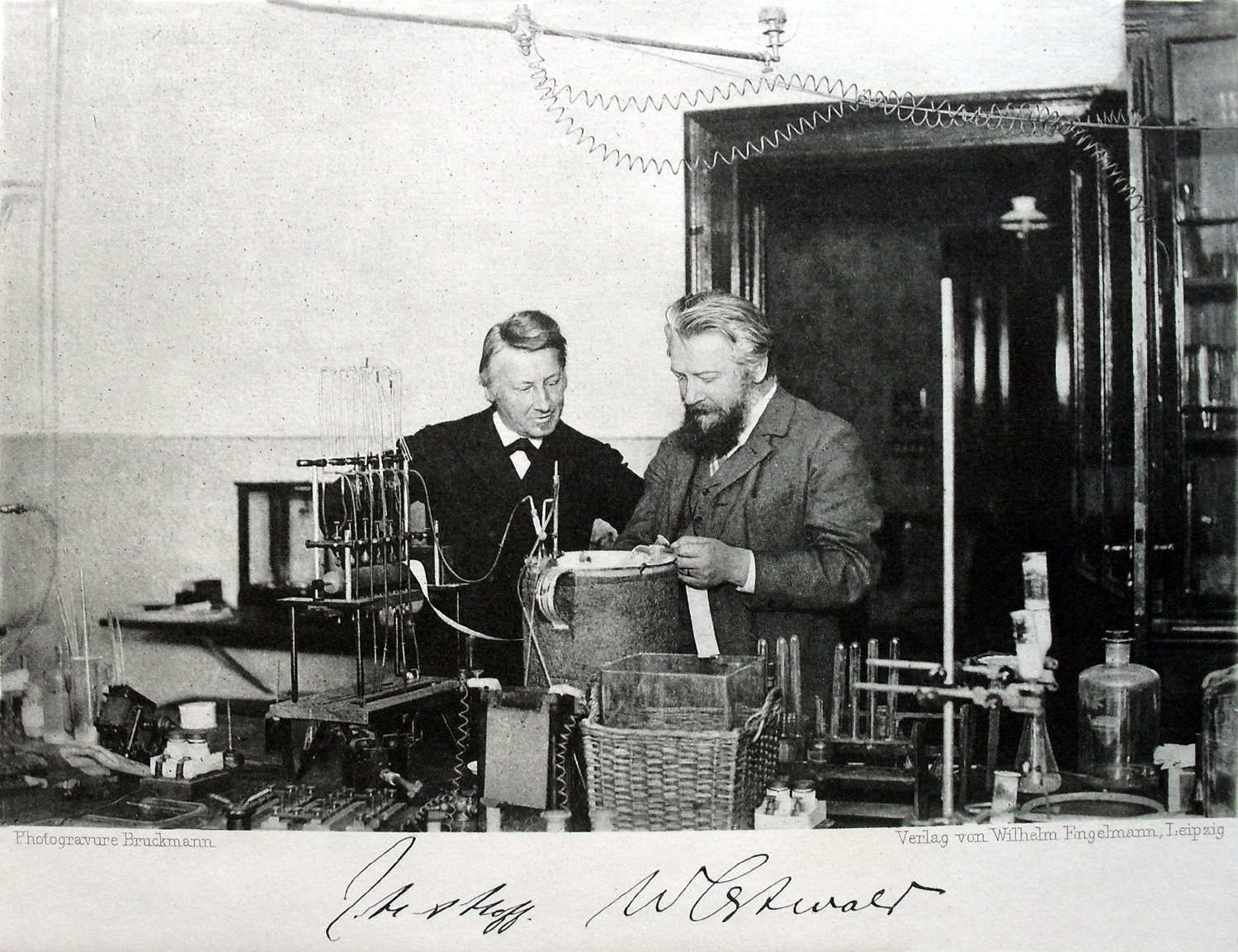
Wilhelm Ostwald i Jacobus van ’t Hoff w laboratorium (ok. 1905)

Kwas azotowy, związek o wielu zastosowaniach, był otrzymywany początkowo (do lat 30. XX w.) z saletry chilijskiej (azotanu sodu), czyli z wykorzystaniem ograniczonych zasobów naturalnych. Skalę konfliktów związanych z walką o dostęp do tych zasobów ilustruje np. historia Wojny o Pacyfik („wojna saletrzana”). W końcu XX w. udział tej technologii w globalnej produkcji kwasu azotowego wynosił już tylko ok. 10%. W tych latach kwas azotowy był powszechnie wytwarzany metodą utleniania tlenku azotu (NO) do tlenków na wyższym stopniu utlenienia i ich absorpcji. Od początku XX w. była rozwijana technologia produkcji NO metodą bezpośredniej syntezy z tlenu i azotu (zawartych w powietrzu) „metodą łukową” (w piecach łukowych, np. tzw. piecach Mościckiego). Metoda ta została wkrótce zastąpiona przez technologię Wilhelma Ostwalda (Nagroda Nobla w 1909), w której tlenek azotu otrzymuje się z amoniaku (NH
3). Masowe zastosowanie amoniaku stało się możliwe dzięki opanowaniu jego ciśnieniowej syntezy z azotu i wodoru, metodą opracowaną przez dwóch innych laureatów Nagrody Nobla w dziedzinie chemii – Fritza Habera (1918) i Carla Boscha (1931). Badania Ostwalda, dotyczące termodynamiki i kinetyki, były związane z równocześnie prowadzonymi pracami Jacobusa van ’t Hoffa – twórcy izotermy van ’t Hoffa i reguły van ’t Hoffa, pierwszego laureata Nagrody Nobla w dziedzinie chemii (1901).
Badania reakcji utleniania amoniaku kontynuował polski fizykochemik i technolog Józef Zawadzki.

## Reakcje chemiczne

### Utlenianie amoniaku
Reakcja utleniania amoniaku jest reakcją złożoną; wśród reakcji elementarnych wyróżnia się m.in.:
4NH
3
(g) + 5O
2
(g) → 4NO
(g) + 6H
2O
(g)    (ΔH = −216 kcal)
4NH
3
(g) + 4O
2
(g) → 2N
2O
(g) + 6H
2O
(g)    (ΔH = −264 kcal)
4NH
3
(g) + 3O
2
(g) → 2N
2
(g) + 6H
2O
(g)    (ΔH = −303 kcal)
a dodatkowo, np.:
2NO
(g) + O
2
(g) → 2NO
2
(g)
4NH
3
(g) + 6NO
(g) → 5N
2
(g) + 6H
2O
(g)
Na podstawie wartości stałych równowagi reakcji elementarnych Ostwald wykazał, że oczekiwany produkt – tlenek azotu (NO) – jest termodynamicznie nietrwały, a jedynym trwałym produktem utleniania jest azot. Aby mimo to otrzymać wysokie wydajności NO (powyżej 96%), trzeba wykorzystać czynniki o charakterze kinetycznym – wybrać warunki prowadzenia procesu (np. rodzaj katalizatora, temperatura, czas przebywania mieszaniny reagentów w strefie reakcji), w których reakcje niekorzystne mają małe znaczenie, dzięki czemu reakcję sumaryczną można zapisać jako:
4NH
3
(g) + 5O
2
(g) → 4NO
(g) + 6H
2O
(g)    (ΔH = −216,2 kcal)
Proces bezciśnieniowy jest prowadzony w temperaturze ok. 900 °C. Stosowane są takie katalizatory, jak np. siatka z platyny z dodatkiem rodu, kontaktująca się z reagentami przez ułamek sekundy (rzędu 10−5 s)
Józef Zawadzki wykazał, że tlen, który jest adsorbowany na kontakcie w postaci atomowej, tworzy z amoniakiem aktywny kompleks
kontakt−O−NH
3. Po odszczepieniu cząsteczki H
2O na powierzchni platyny zostaje grupa imidowa (=NH), która uczestniczy np. w reakcjach elementarnych:
NH + O
2 → HNO
2
HNO
2 → NO + OH
2OH → H
2O + O
W ubocznych reakcjach powstają mniejsze ilości innych produktów, np. N
2O i N
2.
Wydajność tlenku azotu jest zależna od takich parametrów, jak wielkość nadmiaru tlenu, temperatura i prędkość przepływu gazów nad kontaktem, przy czym dla różnych prędkości przepływu optymalne są różne optymalne wartości temperatury.

### Utlenianie NO i absorpcja tlenków azotu
W czasie utleniania tlenku azotu tlenem powietrza w obecności wody zachodzą m.in. reakcje:
NO + ½O
2 ⇄ NO
2
2NO
2 ⇄ N
2O
4
NO
2 + NO ⇄ N
2O
3
Szybkość utleniania NO zmniejsza się wraz ze wzrostem temperatury. Reakcja utleniania jest egzotermiczna.
W czasie absorpcji dwutlenku azotu ze strumienia powietrza w wodzie zachodzi reakcje dysproporcjonowania – powstaje mieszanina kwasów z azotem na dwóch różnych stopniach utlenienia: kwasu azotowego i kwas azotawego (który ulega rozkładowi):
2NO
2 + H
2O → HNO
3 + HNO
2
3HNO
2 → HNO
3 + 2NO + H
2O
czyli, sumarycznie, w czasie powstawania 2 moli HNO
3 uwalnia się do strumienia gazów 1 mol NO:
3NO
2 + H
2O → 2HNO
3 + NO
W przypadku absorpcji HNO
3 uwalniają się 2 mole NO na 1 mol powstającego HNO
3:
3N
2O
3 + 3H
2O → 6HNO
2
6HNO
2 → 2HNO
3 + 4NO + 2H
2O
czyli, sumarycznie:
3N
2O
3 + H
2O → 2HNO
3 + 4NO
W wieżach absorpcyjnych uwalniany tlenek azotu jest ponownie utleniany w fazie gazowej i ponownie absorbowany. Uzyskanie wysokiej skuteczności absorpcji i minimalizacja stężenia tlenków azotu w gazach odlotowych wymaga stosowania systemu wież absorpcyjnych, które zapewniają duże rozwinięcie powierzchni wymiany masy między gazem i cieczą, chłodzenie cieczy i wystarczający czas przebywania mieszaniny reakcyjnej w systemie.

## Przemysłowa produkcja kwasu azotowego

Otrzymywanie kwasu azotowego metodą Ostwalda; schemat technologiczny; w skład systemu absorpcji, zaprojektowanego przez I. Mościckiego, wchodziło 7–9 wież

Do instalacji utleniania amoniaku wprowadza się takie strumienie gazów – amoniaku i powietrza – aby mieszana wpływająca do aparatu kontaktowego zawierała ok. 10,5–11,5% NH
3. Oba gazy są odpylane, np. w filtrach workowych. Strumień powietrza (albo strumień mieszaniny powietrza i amoniaku) jest ogrzewany w wymienniku ciepłem gazów poreakcyjnych. Gazy są wprowadzane do aparatu zawierającego stały, gorący katalizator (np. aparaty kontaktowe Parsonsa lub aparaty systemu Bamag, typu Franka i Caro). W aparatach typu Franka i Caro kontaktem jest jedna lub kilka złożonych siatek platynowych (np. grubość drutu – 0,05 mm, 3000 oczek/cm²). W czasie rozruchu siatka jest ogrzewana płomieniem palnika wodorowego, a w czasie pracy – ciepłem reakcji. We wcześniejszych rozwiązaniach stosowano pakiety z blach platynowych, wykonane ze zwiniętych taśm – gładkiej i pofałdowanej. W aparatach Parsona stosuje się siatkę (np. grubość drutu – 0,065 mm, 1240 oczek/cm²) zwiniętą w cylinder, umieszczony w rurze kwarcowej lub niklowej. Stosowanie siatki ze stopu platyny z rodem (5%) zwiększa jej wytrzymałość i trwałość – pozwala podwyższyć temperaturę kontaktu, co sprzyja zwiększeniu wydajności NO.
W przypadku stosowania kontaktów z Fe
2O
3 z dodatkiem Bi
2O
2 (i podobnych) warstwa katalizatora ma grubość ok. 5 cm, w związku z czym gazy przebywają w strefie reakcji przez ok. 0,5 s, czyli ok. 500 razy dłużej niż w strefie działania siatki platynowej. Wpływa to niekorzystnie na wydajność NO.

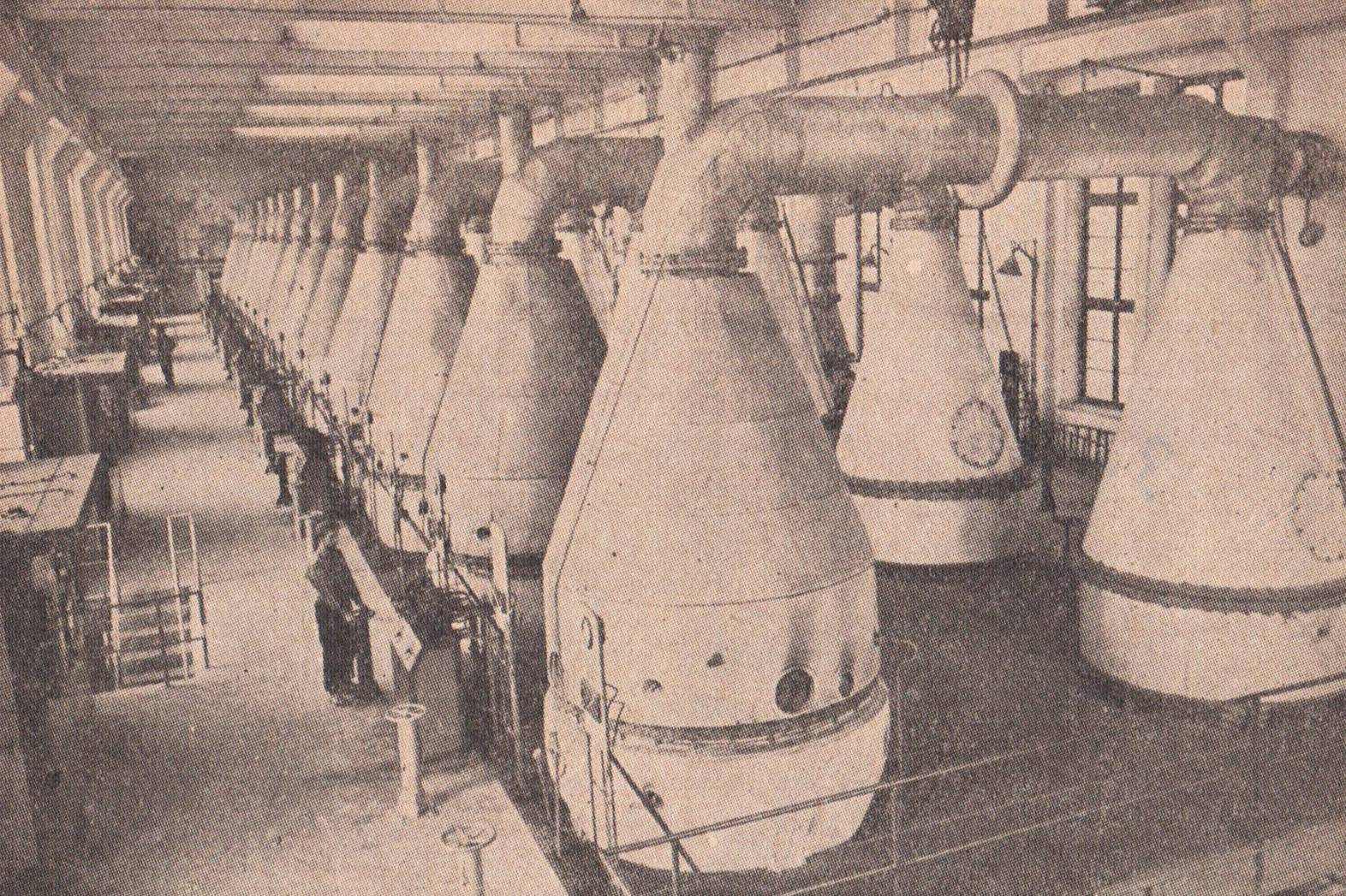
Aparaty do utleniania amoniaku w Zakładach Azotowych w Kędzierzynie (ok. 1969)

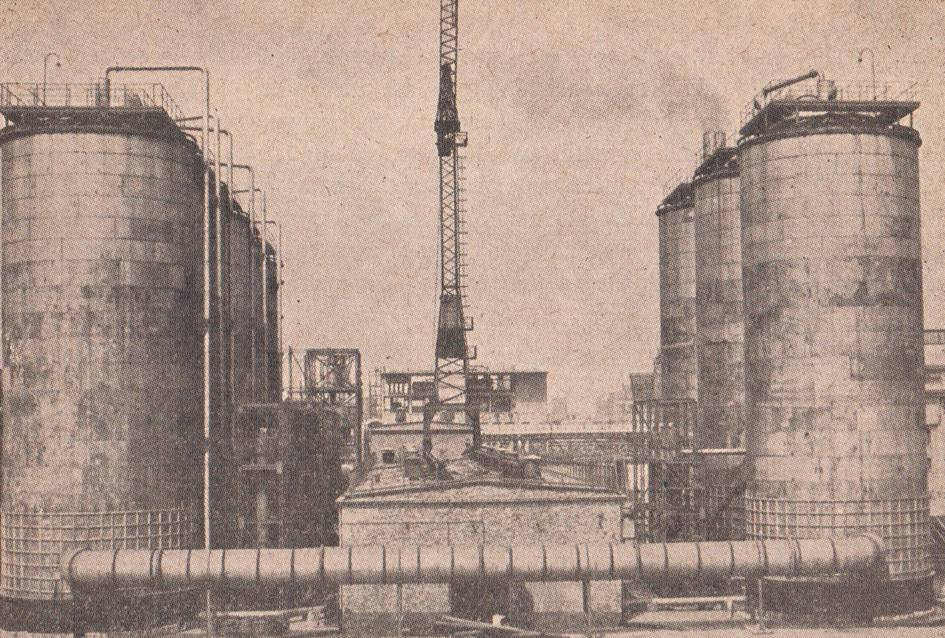
Kolumny absorpcyjne do produkcji kwasu azotowego metodą bezciśnieniową w Zakładach Azotowych w Kędzierzynie (ok. 1969)

Po przejściu przez ogrzaną siatkę gazy są wyprowadzane z aparatu przez kołpak ze stali chromowej (20% Ni, 22% Cr) do wymiennika ciepła, w którym ciepło jest odzyskiwane w postaci pary technologicznej, a następnie do chłodnicy, w której kondensuje się para wodna, powstająca w reakcji na kontakcie. Kondensat zawiera ok. 3% kwasu azotowego (jest kierowany do ostatnich wież absorpcyjnych). Pozbawione wilgoci powietrza z tlenkiem azotu przepływa następnie przez kolumnę utleniającą oraz przez system wież absorpcyjnych (7–9 wież), gdzie kontaktuje się z rozcieńczonym kwasem, płynącym w przeciwnym kierunku (przeciwprąd; gaz o najmniejszej zawartości tlenków azotu kontaktuje się z wodą, wprowadzaną do ostatniej wieży szeregu). Wieże, wykonane ze stali chromowo-niklowej, są wypełnione pierścieniami Raschiga (specjalne konstrukcje wież projektował Ignacy Mościcki). Każda z wież jest wyposażona w pompę cyrkulacyjną i chłodnicę (odbieranie ciepła reakcji utleniania i absorpcji, zachodzących w wieżach).
Kwas azotowy, opuszczający pierwszą z systemu wież absorpcyjnych, zawiera zwykle 40–50% (produkt o wyższym stężeniu otrzymuje się np. metodą ciśnieniową lub tzw. metodą bezpośrednią)HNO3. Resztkowe tlenki azotu, zawarte w powietrzu opuszczającym ostatnią wieżę absorpcyjną, są odzyskiwane metodą „absorpcji alkalicznej” (sodowej). Otrzymuje się mieszaninę trwałych soli, azotanu i azotynu sodu, która może być rozdzielona lub utleniona kwasem azotowym („reakcja inwersji”):
3NaNO
2 + 2HNO
3 → 3NaNO
3 + H
2O + NO↑
W czasie inwersji powstaje czysty tlenek azotu, który może być stosowany np. do produkcji stężonego HNO
3.